# Jean-Baptiste Sax
Pour les articles homonymes, voir Sax.
Jean-Baptiste Sax dit Batty Sax, né en 1876 en un lieu inconnu et mort le 7 mai 1950 à l'âge de 73 ans à Luxembourg-Ville (Luxembourg), est un avocat et homme politique luxembourgeois, membre du Parti de la droite (RP).
Docteur en droit, il est attaché au ministère de la Justice (1903), juge de paix à Redange-sur-Attert (1904), secrétaire provisoire du Conseil d'Etat (1906), commissaire de district du district de Luxembourg (1910), directeur des Contributions directes, des Accises et du Cadastre (1913).
Du 6 novembre 1915 au 24 février 1916, il est Directeur général de la Justice et de l'Intérieur — soit l'équivalent de ministre de la Justice et de l'Intérieur aujourd'hui — chargé provisoirement des Finances et de l’Instruction publique au sein du gouvernement dirigé par Hubert Loutsch dans le cadre de l'occupation allemande du Luxembourg pendant la Première Guerre mondiale.
De retour comme directeur des Contributions directes, des Accises et du Cadastre, Jean-Baptiste Sax est nommé conseiller d’État, le 3 juin 1924, fonction venue à terme le 16 novembre 1945.
Batty Sax est le frère de l'ingénieur Joseph Sax (lb).

## Distinctions et récompenses
- Commandeur de l'ordre de la Couronne de chêne (Luxembourg, promotion 1935).